# Burunge
Burunge (Burungaisoo, auch bekannt als Bulunge, Burunga Iso, Burungee, Burungi, Kiburunge, Mbulungi und Mbulungwe) ist eine südkuschitische Sprache, welche von 28'000 Personen in den Ortschaften Chambalo, Goima, und Mirambu im Kondoa-Distrikt und in der Manyara-Region in Tansania gesprochen wird.
Die Standardschrift ist die lateinische Schrift.